# Схильність (фільм)
«Схильність» (англ. Bent) — британсько-японський кінофільм-драма режисера Шона Матіаса 1997 року, знятий за однойменною п'єсою Мартіна Шермана, прем'єра якої відбулася 2 грудня 1979 року.

## Сюжет
Дія фільму відбувається під час Другої світової війни. Макс — гей, і нацисти відправляють його до концтабору Дахау. Він намагається заперечувати, що він гомосексуал, і йому дають жовту нашивку, які давали євреям (у німецьких концтаборах кожна група ув'язнених носила нашивку певного кольору: два жовтих трикутника, таких, що символізували зірку Давида — євреям, зелені трикутники — рецидивістам, червоні — політичним злочинцям, а рожевий трикутник — геям, чорним трикутником відзначалися ув'язнені з антигромадською поведінкою, під яку потрапляли серед інших також і лесбійки). У таборі Макс закохується в іншого ув'язненого на ім'я Хорст, який носить свій рожевий трикутник без ніяковості. Обидва чоловіки за допомогою кохання намагаються хоч якось забутися від жахів табору.

## У ролях
| Актор(ка)              |  | Роль            |
| ---------------------- |  | --------------- |
| Клайв Овен             |  | Макс            |
| Лотар Блюто            |  | Хорст           |
| Ієн Маккеллен          |  | дядько Фредді   |
| Брайан Веббер II       |  | Руді            |
| Ніколай Костер-Вальдау |  | Вовк            |
| Мік Джаггер            |  | Ґрета           |
| Джуд Лоу               |  | штурмовик       |
| Пол Беттані            |  | капітан         |
| Рейчел Вайс            |  | повія           |
| Гресбі Неш             |  | офіціант        |
| Девід Мейєр            |  | гестапівець     |
| Стефан Марлінг         |  | капітан СС      |
| Руперт Грейвз          |  | офіцер у потязі |
| Вейн Макгрегор         |  | хореограф       |

## Прем'єра
Прем'єра фільму у Великій Британії відбулася 1 травня 1997 року, у Японії — 4 жовтня 1997 року.

## Нагороди та номінації
| Рік  | Нагорода                                       | Категорія                                          | Номінант    | Результат |
| ---- | ---------------------------------------------- | -------------------------------------------------- | ----------- | --------- |
| 1997 | Каннський кінофестиваль                        | Приз молодіжного журі за найкращий іноземний фільм | Шон Матіас  | Перемога  |
| 1997 | Міжнародний кінофестиваль в Хіхоні (Іспанія)   | Найкращий актор                                    | Лотар Блюто | Перемога  |
| 1998 | Туринський гей-лесбійський кінофестиваль       | Найкращий художній фільм                           | Шон Матіас  | Перемога  |
| 1998 | Міжнародний кінофестиваль в Емдені (Німеччина) | Приз кінофестивалю (2-е місце)                     | Шон Матіас  | Перемога  |
| 1998 | GLAAD Media Awards                             | Видатний фільм                                     |             | Номінація |